# Hemigrammocypris rasborella
Hemigrammocypris rasborella is een  straalvinnige vissensoort uit de familie van karpers (Cyprinidae). De wetenschappelijke naam van de soort is voor het eerst geldig gepubliceerd in 1910 door Fowler.